# Galáxias satélites da Via Láctea
A Via Láctea tem várias galáxias menores gravitacionalmente ligadas a ela, como parte do subgrupo da Via Láctea, que faz parte do aglomerado de galáxias local, o Grupo Local.
Há mais de 50 pequenas galáxias confirmadas que estão dentro dos 420 quiloparsec (1,4 milhões de anos-luz) da Via Láctea, mas nem todas elas estão necessariamente em órbita, e algumas podem ser elas próprios que está em órbita de outras galáxias satélites. As únicas visíveis a olho nu são as grandes e pequenos Nuvens de Magalhães, que têm sido observadas desde a pré-história. Medidas feitas com o Telescópio espacial Hubble em 2006 sugerem que as Nuvens de Magalhães podem estar se movendo muito rápido para estar orbitando a Via Láctea. Das galáxias confirmadas para estar em órbita, a maior é a Galáxia Anã Elíptica de Sagitário, que tem um diâmetro de 2,6 kiloparsecs (8.500 anos-luz), ou cerca de um quinto ao da Via Láctea.

## Lista
Atualmente, existem 51 galáxias satélites da Via Láctea confirmadas, além de mais quatro que ainda não estão confirmadas se são galáxias anãs ou aglomerados globulares.
| Nome (em distância)        | Diâmetro (kpc) | Distância (kpc) | Magnitude absoluta | Tipo      | Descoberta   |
| -------------------------- | -------------- | --------------- | ------------------ | --------- | ------------ |
| Anã do Cão Maior           | 1,5            | 8               |                    | Irr       | 2003         |
| Anã de Draco II            | 0,04           | 20              | -2,9               | dSph      | 2015         |
| Anã de Sagitário           | 2,6            | 20              |                    | E         | 1994         |
| Segue 1                    | 0,06           | 23              | -3,0               | dSph      | 2007         |
| Anã de Tucana III          | 0,09           | 25              |                    | dSph      | 2015         |
| Anã da Ursa Maior II       | 0,2            | 30              |                    | dG D      | 2006         |
| Anã de Cetus II            | 0,03           | 30              |                    | dSph?     | 2015         |
| Anã de Reticulum II        | -              | 30              |                    | dSph      | 2015         |
| Anã de Triangulum II       | 0,07           | 30              | -1,8               | dSph      | 2015         |
| Segue 2                    | 0,07           | 35              |                    | dSph      | 2007         |
| Anã de Boötes II           | 0,1            | 42              |                    | dSph      | 2007         |
| Anã de Coma Berenices      | 0,14           | 42              |                    | dSph      | 2006         |
| Anã de Boötes III          | 1              | 46              |                    | dSph?     | 2009         |
| Anã de Tucana IV           | 0,25           | 48              |                    | dSph      | 2015         |
| Grande Nuvem de Magalhães  | 4              | 48,5            |                    | SBm       | pré-história |
| Anã de Grus II             | 0,19           | 53              |                    | dSph      | 2015         |
| Anã de Tucana V            | 0,03           | 55              |                    | dSph      | 2015         |
| Anã da Ursa Maior I        | 0,4            | 60              |                    | dE4       | 1954         |
| Anã de Boötes I            | 0,3            | 60              |                    | dSph      | 2006         |
| Pequena Nuvem de Magalhães | 2              | 61              |                    | Irr       | pré-história |
| Anã de Sagitário II        | 0,08           | 67              | -5,2               | dSph      | 2015         |
| Anã de Tucana II           | -              | 70              |                    | dSph      | 2015         |
| Anã de Horologium II       | 0,09           | 78              |                    | dSph      | 2015         |
| Anã de Draco               | 0,7            | 80              |                    | dE0       | 1954         |
| Anã de Pisces I            |                | 80              |                    | dSph?     | 2009         |
| DES                        | -              | 82              |                    | GC        | 2016         |
| Anã de Eridanus III        | -              | 90              |                    | dSph?     | 2015         |
| Anã de Sextans             | 0,5            | 90              |                    | dE3       | 1990         |
| Anã do Escultor            | 0,8            | 90              |                    | dE3       | 1937         |
| Anã de Reticulum III       | 0,13           | 92              |                    | dSph      | 2015         |
| Anã da Fênix II            | -              | 100             |                    | dSph?     | 2015         |
| Anã da Ursa Maior I        | -              | 100             |                    | dG D      | 2005         |
| Anã de Carina              | 0,5            | 100             |                    | dE3       | 1977         |
| Anã de Horologium I        | -              | 100             |                    | dSph?     | 2015         |
| Kim 2/Indus I              | -              | 100             |                    | GC        | 2015         |
| Anã de Aquário II          | 0,32           | 108             | -4,2               | dSph      | 2016         |
| Anã de Pictoris            | -              | 115             |                    | dSph?     | 2015         |
| Anã de Crater II           | 2,2            | 117,5           |                    | dSph      | 2016         |
| Anã de Grus I              | -              | 120             |                    | dSph      | 2015         |
| Anã de Hydra II            | 0,14           | 128             |                    | dSph      | 2015         |
| Galáxia Anã de Antlia II   |                | 130             |                    |           |              |
| Anã de Hércules            | 0,7            | 135             |                    | dSph      | 2006         |
| Anã de Fornax              | 0,6            | 140             |                    | dE2       | 1938         |
| Crater/Laevens I           | 0,06           | 145             |                    | GC        | 2014         |
| Anã de Canes Venatici II   | 0,3            | 155             |                    | dSph      | 2006         |
| Leo IV                     | 0,3            | 160             |                    | dSph      | 2006         |
| Anã de Pisces II           | 0,12           | 180             |                    | dSph      | 2010         |
| Leo V                      | 0,08           | 180             |                    | dSph      | 2007         |
| Anã de Columba I           | 0,21           | 182             |                    | dSph      | 2015         |
| Anã de Pegasus III         | 0,16           | 205             | -4,1               | dSph      | 2015         |
| Leo II                     | 0,7            | 210             |                    | dE0       | 1950         |
| Anã de Indus II            | 0,36           | 214             |                    | dSph?     | 2015         |
| Anã de Canes Venatici I    | 2              | 220             |                    | dSph      | 2006         |
| Leo I                      | 0,5            | 250             |                    | dE3       | 1950         |
| Anã de Eridanus II         | 0,55           | 366             | -7,1               | dSph      | 2015         |
| Leo T                      | 0,34           | 420             |                    | dSph/dIrr | 2006         |

## Correntes estelares
A Galáxia Anã Elíptica de Sagitário está envolvida em um processo de assimilação pela Via Láctea e espera-se que esse processo termine com a completa extinção da Anã de Sagitário dentro dos próximos 100 milhões de anos. A Corrente estelar de Sagitário é uma corrente de estrelas em órbita polar em torno da Via Láctea que a força gravitacional da nossa galáxia tem sugado da Galáxia Anã Elíptica de Sagitário. A Corrente estelar de Virgem é uma corrente estelar que se acredita que representam o que resta de uma galáxia anã que orbitava a Via Láctea e que foi completamente assimilada pela gravidade da Via Láctea.